# Ioann Zlatoust
El Ioann Zlatoust (Ruso: Иоанн Златоуст) fue un acorazado pre-dreadnought de la Armada Imperial Rusa, perteneciente a la Clase Evstafi, que sirvió en la Flota del Mar Negro. Fue construido antes de la Primera Guerra Mundial y su finalización se retrasó considerablemente debido a los cambios realizados durante su construcción, a fin de reflejar las lecciones obtenidas de la Guerra ruso-japonesa de 1905; era el segundo y último buque de su clase.
El Ioann Zlatoust y su buque gemelo Evstafi eran los buques más modernos de la Flota del Mar Negro al comienzo de la Primera Guerra Mundial, y formaron el núcleo de la flota durante el primer año de la guerra, antes de que los acorazados Clase Imperatritsa Mariya  entraran en servicio. El 18 de noviembre de 1914 el Ioann Zlatoust el Evstafi, y tres acorazados más, forzaron a retirarse después de un intercambio de disparos al crucero de batalla alemán SMS Goeben durante la batalla del Cabo Sarych poco después de que Rusia declarase la guerra al Imperio Otomano el 1 de noviembre de 1914. Realizó varios bombardeos de las fortificaciones turcas del Bósforo a principios de 1915, incluyendo una en la que fue atacado por el Goeben. Fue relegado a papeles secundarios después de que el primer acorazado tipo dreadnought Clase Imperatritsa Mariya entró en servicio a finales de 1915 y se le redujo a permanecer en reserva hasta 1918 en Sebastopol donde fue capturado cuando los alemanes tomaron la ciudad en mayo de 1918 siendo entregado a los Aliados después del armisticio en noviembre de ese año. Sus máquinas fueron inutilizadas en 1919 por los británicos cuando se retiraron de Sebastopol para negar a los bolcheviques el uso del buque contra los guardias blancos. Fue abandonado cuando los blancos evacuaron la península de Crimea en 1920, siendo desguazado por los soviéticos entre 1922 y 1923.

## Historial de servicio
La construcción de Ioann Zlatoust comenzó el 14 de noviembre de 1903, mucho antes de la ceremonia oficial de colocación de la quilla el 13 de noviembre de 1904. El progreso fue relativamente rápido, a pesar de las perturbaciones causadas por la Revolución de 1905, y fue botado el 13 de mayo de 1906. El acondicionamiento, sin embargo, se retrasó considerablemente por una serie de cambios solicitados por la Armada como consecuencia de las lecciones adquiridas después de la guerra ruso-japonesa. Por ejemplo, hubo un período de siete meses en 1907, donde prácticamente no se trabajó en el barco, no siendo completado hasta el 1 de abril de 1911. Las torretas del Ioann Zlatoust habían sido destinadas en un principio a la proyectada reconstrucción del obsoleto acorazado pre-dreadnought Chesma, pero fueron instaladas en el Ioann Zlatoust cuando dicha reconstrucción fue cancelada.
Antes del inicio de la Primera Guerra Mundial, la Flota del Mar Negro experimentó con el concepto de concentrar el fuego de varios barcos bajo el control de una "nave principal". Tenían que estar idénticamente armados y estaban dotados con un equipo adicional de TSH para transmitir y recibir datos de distancia y corrección de tiro. El Ioann Zlatoust se convirtió en el navío principal de la Flota del Mar Negro, en colaboración con los  Evstafi y Panteleimon.
Dos semanas después de la declaración rusa de guerra al Imperio otomano el 2 de noviembre de 1914, la Flota del Mar Negro, que comprendía los acorazados pre-dreadnought Evstafi, Ioann Zlatoust, Panteleimon,  Rostislav,  Tri Sviatitelia, y tres cruceros, escoltados por tres destructores y once torpederos el 15 de noviembre bombardean Trebisonda. Lo hicieron con éxito, sin embargo, en la mañana del 17 de noviembre y cuando regresaban desde el oeste de Turquía a lo largo de la costa de Anatolia cerca de Sebastopol, fueron interceptados por el crucero de batalla alemán Goeben y el crucero ligero Breslau, desarrollándose al día siguiente lo que llegó a ser conocida como la Batalla del Cabo Sarych. A pesar de ser mediodía las condiciones reinantes eran de niebla y las naves capitales inicialmente no se avistaron uno al otro. El Evstafi era el buque insignia, pero mantuvo su fuego hasta que el Ioann Zlatoust, el buque insignia, pudo avistar al Goeben. Cuando finalmente se recibieron las órdenes de disparo que mostraron un alcance de más 3700 m (4000 yardas) por encima de la propia estimación de 7000 m del Evstafi, por lo que el Evstafi abrió fuego con sus propios datos antes de que el Goeben disparara su andanada. El Evstafi se anotó un éxito en su primera salva con un proyectil de 305 mm que penetró parcialmente en el blindaje de la casamata de uno de los cañones de 150 mm, lo que provocó la detonación de las municiones e iniciando un incendio que quemó la casamata y mató a sus servidores. Ese fue sin embargo, el único impacto sobre el Goeben, a pesar de que la llevó a desenganchar de la escuadra rusa. El Ioann Zlatoust solamente disparó seis proyectiles, ya que sólo su torreta de proa tenía a tiro al Goeben.
El 9 de enero de 1915 el Breslau y el crucero otomano  Hamidiye se encontraron con la flota rusa cuando regresaba de una misión en la parte oriental del Mar Negro. El Breslau consiguió un impacto en la torreta de proa del Evstafi, poniéndola temporalmente fuera de servicio, y los dos cruceros escaparon utilizando su velocidad superior. El Evstafi y el Ioann Zlatoust sirvieron como fuerza de cobertura para varias misiones de bombardeo en el Bósforo entre 18 de marzo y el 9 de mayo de 1915. Los dos anteriores fueron bombardeos sin incidentes, pero el 9 de mayo el bombardeo provocó una reacción del Goeben, que interceptó a los acorazados rusos después de que habían sido marcados por el destructor otomano Numune-i Hamiyet. Ambas fuerzas se volvieron en cursos paralelos y abrieron fuego a una distancia de 17 400 m. Ninguna de las partes obtuvo un éxito aunque el Goeben tuvo varios conatos de accidentes con el Evstafi. El Comandante en Jefe de la Flota del Mar Negro, almirante Andrei Eberhardt ordenó a sus buques navegar a sólo 5 nudos (9,3 km/h; 5,8 mph), mientras que el Goeben estaba haciendo 25 nudos (46 km/h; 29 mph ). El Goeben no pudo cruzar la T de los barcos rusos, a pesar de su velocidad superior, ya que estaban zigzagueando continuamente. Estas maniobras costaron bastante tiempo para que los Tri Sviatitelia y Pantelimon fueran capaces de reunirse con los otros dos barcos antes de que pudieran comenzar a bombardear los fuertes otomanos. El Pantelimon consiguió dos impactos sobre el Goeben  antes de que el barco alemán rompiera el contacto después de 22 minutos de combate. Con la flota alineada, el almirante Eberhardt intentó perseguir al crucero de batalla enemigo, pero no tuvo éxito.
El 1 de agosto de 1915, el Ioann Zlatoust y todos los demás acorazados pre-dreadnought fueron transferidos a la segunda Brigada de Acorazados, después de que el acorazado  Imperatritsa Mariya entrara en servicio. El 1 de octubre el nuevo acorazado proporciona cobertura mientras que los acorazados Ioann Zlatoust y Panteleimon bombardean Zonguldak y el Evstafi la cercana ciudad de Kozlu. Ambos buques clase Evstafi participaron en el segundo bombardeo de Varna en mayo de 1916.
El Evstafi y el Ioann Zlatoust fueron enviados a la reserva en marzo de 1918 en Sebastopol. Allí se encontraban cuando la ciudad fue capturada por los alemanes en mayo de 1918 y tras la firma del armisticio entregados a los Aliados en diciembre. La marina británica inutilizo la maquinaria de ambos buques entre el 22 y el 24 de abril de 1919 cuando las fuerzas anglo-francesas se retiraron de la península de Crimea para evitar que los bolcheviques los usaran contra los rusos blancos. Fueron capturados por ambos bandos durante la guerra civil rusa, pero fueron abandonados por los rusos blancos cuando evacuaron Crimea, en noviembre de 1920. La nave fue desguazada entre 1922 y 1923, a pesar de que no fue borrada de las listas de la Armada Soviética hasta el 21 de noviembre de 1925.